# Centro Internacional de Inventario de Musgos

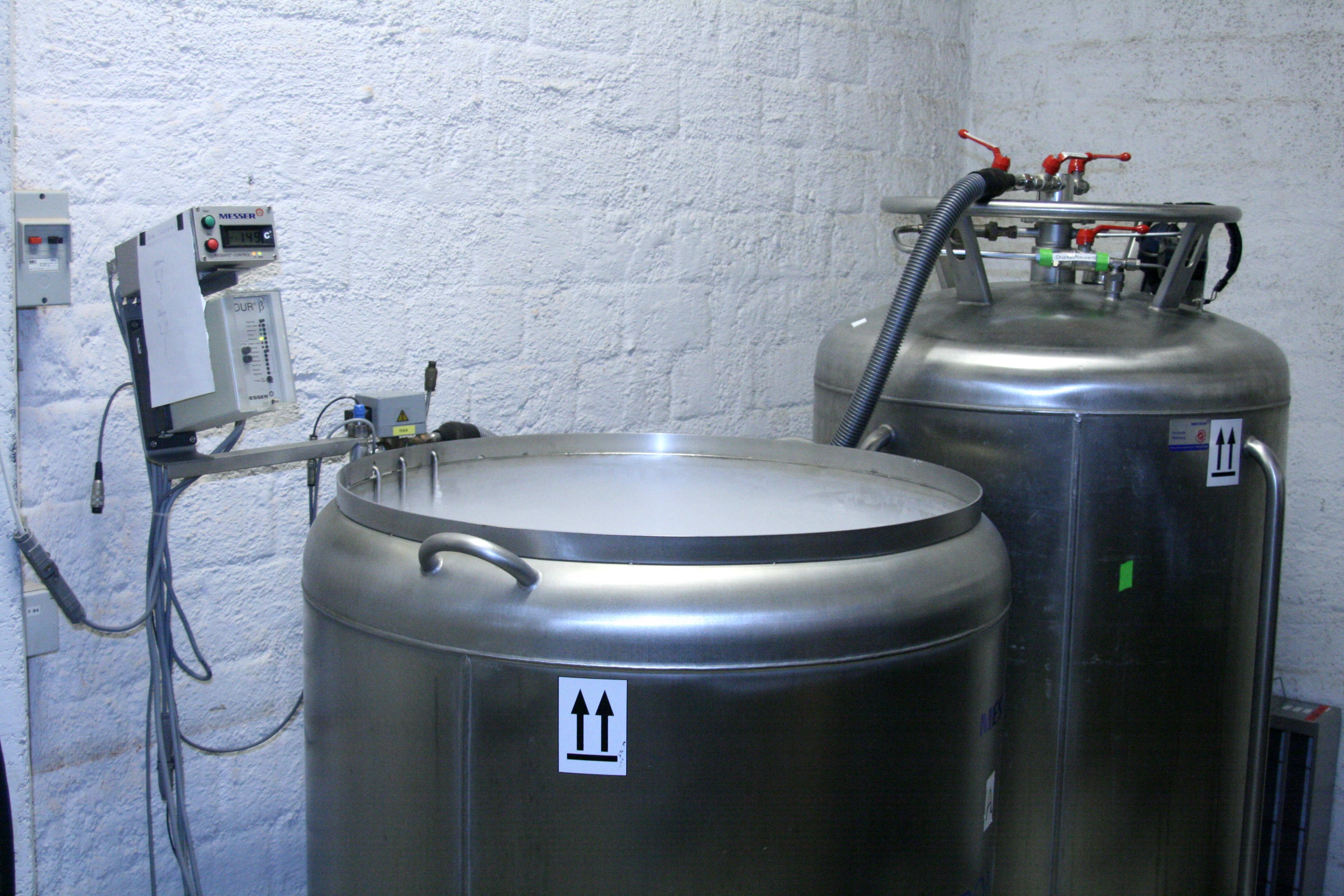
El contenedor de criopreservación está conectado a un tanque lleno de nitrógeno líquido para suministrar automáticamente nitrógeno líquido. La temperatura del contenedor está controlada por un programa computarizado..

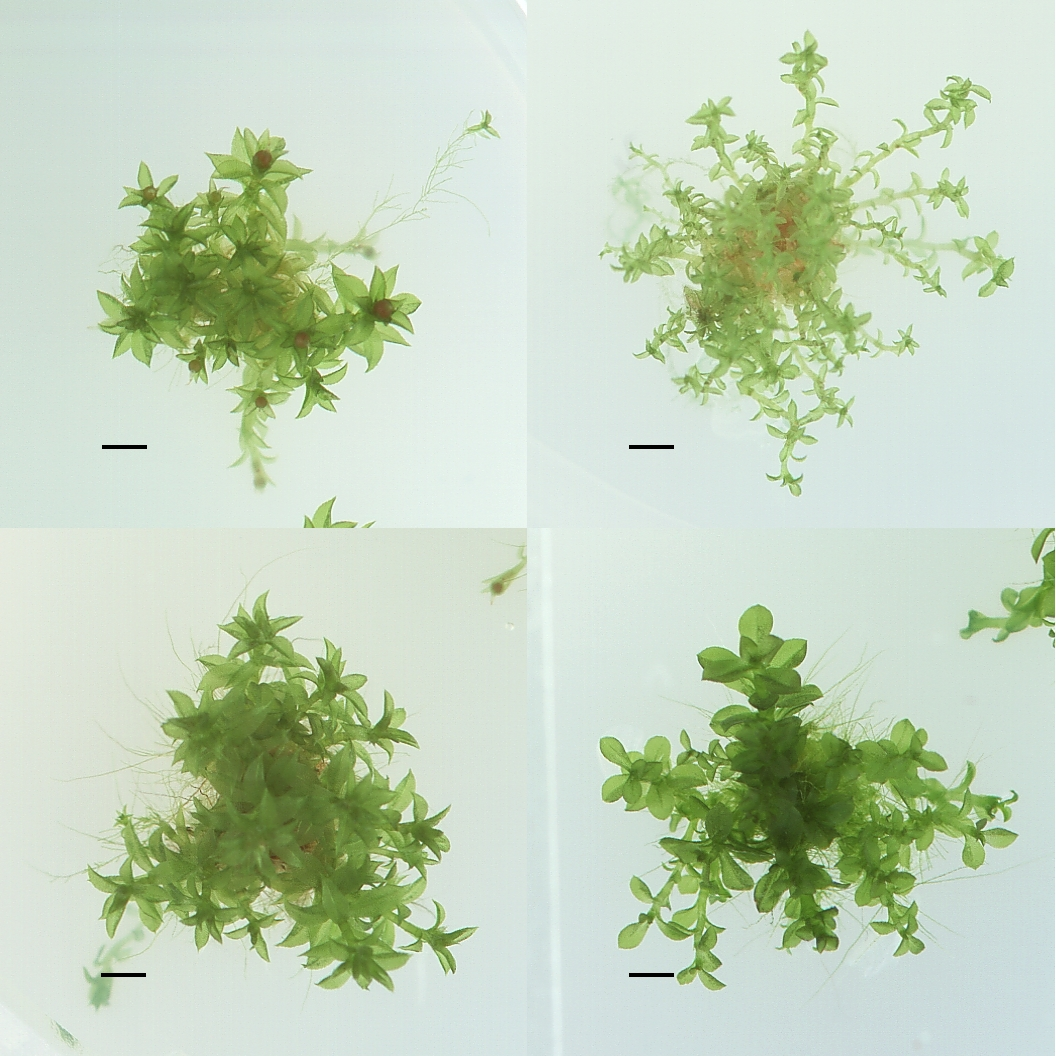
Cuatro diferentes ecotipos de Physcomitrella patens almacenados en el IMSC.

El Centro Internacional de Inventario de Musgos (IMSC por sus siglas en inglés) es un biorepositorio el cual está especializado en recoger, preservar y distribuir plantas del tipo de musgo de un alto valor científico. El IMSC está localizado en la Facultad de Biología, del Departamento de Biotecnología de Plantas, en la  Universidad de Freiburg, Alemania.

## Colección de musgo
La colección de musgo del IMSC actualmente incluye varios ecotipos de Physcomitrella patens, Physcomitrium y Funaria así como varias líneas transgénicas y mutantes de Physcomitrella patens, incluyendo knockouts de musgos.

## Condiciones de almacenamiento
El almacenamiento de largo plazo de muestras de musgo en el IMSC es llevado a cabo vía criopreservación en la fase gas del nitrógeno líquido a temperaturas debajo de −135 °C en contenedores de especiales. 
Ha sido mostrado para Physcomitrella patens que el índice de regeneración después de criopreservación es 100%.